# Remington Model 51
La Remington Model 51 è una piccola pistola tascabile semiautomatica progettata da John Pedersen e prodotto da Remington Arms agli inizi del XX secolo per il mercato civile americano. Remington ha prodotto circa 65.000 pistole Model 51 con i calibri .32 ACP e .380 ACP dal 1918 al 1927, anche se alcuni esemplari sono stati assemblati anche verso la metà degli anni 30.